# Drôme Classic 2024
La Drôme Classic 2024 (ufficialmente Faun Drôme Classic), dodicesima edizione della corsa e valevole come ottava prova dell'UCI ProSeries 2024 categoria 1.Pro, si svolse il 25 febbraio 2024 su un percorso di 189  km, con partenza e arrivo a Étoile-sur-Rhône, in Francia. La vittoria fu appannaggio dello svizzero Marc Hirschi, il quale completò il percorso in 4h41'28", alla media di 40,289 km/h, precedendo lo spagnolo Juan Ayuso e il belga Maxim Van Gils.

## Squadre e corridori partecipanti
| N.    | Cod. | Squadra                   |
| ----- | ---- | ------------------------- |
| 1-7   | COF  | Cofidis                   |
| 11-17 | SOQ  | Soudal Quick-Step         |
| 21-27 | UAD  | UAE Team Emirates         |
| 31-37 | IPT  | Israel-Premier Tech       |
| 41-47 | IWA  | Intermarché-Wanty         |
| 51-57 | LTK  | Lidl-Trek                 |
| 61-67 | GFC  | Groupama-FDJ              |
| 71-77 | DSM  | Team DSM-Firmenich PostNL |
| 82-87 | LTD  | Lotto Dstny               |

| N.      | Cod. | Squadra                         |
| ------- | ---- | ------------------------------- |
| 91-96   | DAT  | Decathlon AG2R La Mondiale Team |
| 101-107 | ARK  | Arkéa-B&B Hotels                |
| 111-117 | TUD  | Tudor Pro Cycling Team          |
| 121-126 | UXM  | Uno-X Mobility                  |
| 131-137 | BWB  | Bingoal WB                      |
| 141-147 | TEN  | TotalEnergies                   |
| 151-157 | NMC  | Nice Métropole Côte d'Azur      |
| 162-165 | VRR  | Van Rysel-Roubaix               |
| 171-177 | UCN  | CIC U Nantes Atlantique         |

## Ordine d'arrivo (Top 10)
| Pos. | Corridore         | Squadra   | Tempo    |
| ---- | ----------------- | --------- | -------- |
| 1    | Marc Hirschi      | UAE       | 4h57'26" |
| 2    | Juan Ayuso        | UAE       | a 5"     |
| 3    | Maxim Van Gils    | Lotto     | a 8"     |
| 4    | Warren Barguil    | DSM       | a 12"    |
| 5    | Mattias Skjelmose | Lidl      | a 15"    |
| 6    | Bastien Tronchon  | Decathlon | a 25"    |
| 7    | Paul Lapeira      | Decathlon | a 1'05"  |
| 8    | Corbin Strong     | Israel    | a 1'07"  |
| 9    | Benoît Cosnefroy  | Decathlon | a 1'21"  |
| 10   | Dorian Godon      | Decathlon | s.t.     |